# Smírčí kříž (Hubíles)
Monolitický smírčí kříž latinského typu zhotovený z jednoho kusu hrubozrnného šedého pískovce se nalézá před domem čp. 49 na kraji vesnice Hubíles, místní části obce Smržov v okrese Hradec Králové. Smírčí kříž je od 19. 4. 2011 chráněn jako nemovitá kulturní památka ČR.

## Popis
Jedná se o kamenný rovnoramenný smírčí kříž latinského typu, jenž je z větší části (cca 1 m) zasypán navážkou. Na čelní stěně hlavy kříže je vytesán negativní reliéf tesařské sekery (širočiny). Pod sekerou je vytesán negativní reliéf cepu, který je však z větší části schovaný pod úrovní terénu a jeho nadzemní část je velmi špatně čitelná (podle místní legendy se zde navzájem zabili mlatec a sekerník).